# Petrus Judocus de Borchgrave
Petrus Judocus De Borchgrave of Pieter Joost De Borchgrave (Wakken, 17 april 1758 - 13 oktober 1819) was belastingontvanger, dichter (rederijker) en toneelschrijver.

## Biografie
Hij was een telg uit het geslacht De Borchgrave en studeerde aan het college te Kortrijk en werd eerst bakker en vervolgens belastingontvanger. In zijn vrije tijd was hij rederijker, toneelschrijver en toneelspeler. Zijn werken situeren zich in de overgang van het classicisme naar de vroege romantiek.
Hij werkte mee aan het Gentse tijdschrift Den Vlaemschen Indicateur en aan de Dictionnaire historique van de jezuïet François Xavier de Feller. Zijn relaties met Noord-Nederland waren opvallend. Hij was bevriend met Hieronymus van Alphen en met de Aardenburgse dichteres Petronella Moens. In zijn gedicht De Oefening (1794) bracht hij hulde aan de achttiende-eeuwse Noord-Nederlandse dichters. Hij was lid van het genootschap Tot Vlijt Verenigd in Utrecht.
De Borchgrave was een belangrijk voorloper van de Vlaamse romantiek. Zijn Ode aan de Vrijheyd (1790) was een hulde aan Jan Breydel, Pieter de Coninck en Jacob van Artevelde. In zijn in Aalst bekroond gedicht De Belgen (1807) bezong hij, in volle Franse tijd, de Guldensporenslag.

## Publicaties
- De vrugtelooze bewaeking (1782)
- Een berijmde brief aan de Nederlandse dichteresse Petronella Moens (1788)
- De barbaarsche zeerovers (1789)
- De vriend der dichteren (1789)
- Ode aan de Vryheid (1790)
- Nelson of de beproefde liefde (1795)
- De Belgen (1810)
- De vrede (1810)
- Abraham's offer (1811)
- De slag van Friedland (1812)
- Ode op het huwelijk van Prins Frederik van Oranje (1816)
- Dood en onsterflijkheid (1819)

In 1861 verscheen de bundel Gedichten van De Borchgrave, uitgegeven door zynen kleinzoon, mr. J. De Borchgrave. In de voorrede is een uitgebreide biografie van Pieter Joost De Borchgrave opgenomen.